# پائو مورر
پائو مورر (انگلیسی: Pau Morer؛ زادهٔ ۱۰ اکتبر ۱۹۹۵) بازیکن فوتبال اهل اسپانیا است.